# الزراعة في السنغال

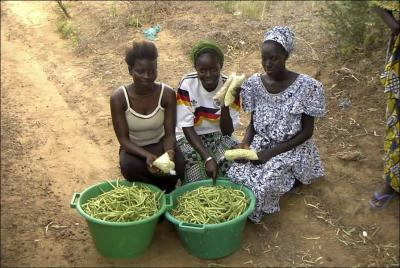
بائعو لوبيا بالقرب من تييس، السنغال.

الزراعة هي أحد الأجزاء المهيمنة في اقتصاد السنغال، على الرغم من أن السنغال تقع داخل منطقة الساحل المعرضة للجفاف. يعمل في الزراعة حوالي 75 في المائة من القوة العاملة. وعلى الرغم من التنوع الكبير نسبيًا في الإنتاج الزراعي، فإن غالبية المزارعين ينتجون لتلبية احتياجاتهم المعيشية. والمحاصيل الرئسية هي الدخن، الأرز، الذرة. ولكن الإنتاج عرضة للجفاف وتهديدات الآفات مثل الجراد والطيور وذبابة الفاكهة والذباب الأبيض. وعلاوة على ذلك، من المتوقع أن يضر تغير المناخ في السنغال بشدة بالقطاع الزراعي.
في عام 2006، ارتفعت صادرات الصمغ العربي إلى 280 مليون دولار، مما جعله إلى حد كبير أكبر الصادرات الزراعية. وعلى الرغم من الافتقار إلى تحديث الصيد الحرفي، يظل قطاع صيد الأسماك مورد اقتصادي رئيسي للسنغال ومصدر رئيسي للعملات الأجنبية. وتشكل الأراضي الصالحة للزراعة 27% من مساحة البلد صالحة للزراعة.

## وضع وتوقعات القطاع الزراعي
الفول السوداني هو محرك الاقتصاد الريفي ويزرع في حوالي 40 في المائة من الأراضي المزروع أو مليوني هكتار. يوفر قطاع الفول السوداني فرص عمل لما يصل إلى مليون شخص. كانت الصناعة تعاني من آثار خصخصة القطاع الزراعي وإلغاء حظر استيراد الفول السوداني وزيوت الطعام الأخرى. والقطاع تحت سيطرة شركة سوناكو. وبالتالي، يمثل هذا الاحتكار نهاية عملية الخصخصة التي بدأت في عام 2004. في السنوات الأخيرة، بلغ متوسط إنتاج الفول السوداني السنوي المبلغ عنه حوالي 828000 طن.
ويمثل القطن حوالي 3٪ من إجمالي الصادرات وهو المصدر الثالث لعائدات الصادرات للسنغال (حوالي 28 مليون دولار أمريكي خلال الفترة 1995-2000). ويزرع القطن في كل منطقة تقريبًا ويغطي ما يقرب من ثلث المساحة المزروعة. يدار قطاع القطن من خلال شركة سوديفيتيكس شبه الحكومية.
ولكن الإنتاج لا يلبي احتياجات السنغال. حيث لا يغطي سوى 30٪ من الاحتياجات. فقط في سنوات هطول الأمطار، تقترب الدولة من الاكتفاء الذاتي من الدخن والسورغم. يبلغ عدد رؤوس الماشية 3.1 مليون رأس ماشية 8.7 مليون رأس من الأغنام والماعز.